# Seznam planetek 115501–115750
| Planetka      | Planetka   | Abs. mag. | Elementy dráhy | Elementy dráhy | Elementy dráhy | Elementy dráhy | Typ obj. | Objevena       | Objevena         | Objevena                    |
| Číslo a jméno | Prov. ozn. | Abs. mag. | a (AU)         | e              | i (°)          | P (roky)       | Typ obj. | kdy            | kde              | kým                         |
| ------------- | ---------- | --------- | -------------- | -------------- | -------------- | -------------- | -------- | -------------- | ---------------- | --------------------------- |
| (115501)      | 2003 UV27  | 15,4      | 2,965          | 0,068          | 10,51          | 5,105          | MBA      | 22. října 2003 | Goodricke-Pigott | R. A. Tucker                |
| (115502)      | 2003 UX27  | 15,1      | 3,098          | 0,172          | 12,91          | 5,452          | MBA      | 22. října 2003 | Goodricke-Pigott | R. A. Tucker                |
| (115503)      | 2003 UP28  | 17,4      | 2,342          | 0,075          | 0,78           | 3,583          | MBA      | 19. října 2003 | Kitt Peak        | Spacewatch                  |
| (115504)      | 2003 UH29  | 16,0      | 2,803          | 0,074          | 0,58           | 4,692          | MBA      | 23. října 2003 | Kvistaberg       | Uppsala-DLR Asteroid Survey |
| (115505)      | 2003 UD32  | 15,5      | 2,768          | 0,098          | 4,23           | 4,604          | MBA      | 16. října 2003 | Kitt Peak        | Spacewatch                  |
| (115506)      | 2003 UC35  | 15,5      | 2,544          | 0,267          | 4,05           | 4,056          | MBA      | 16. října 2003 | Anderson Mesa    | LONEOS                      |
| (115507)      | 2003 UK35  | 15,6      | 2,719          | 0,141          | 9,95           | 4,483          | MBA      | 16. října 2003 | Palomar          | NEAT                        |
| (115508)      | 2003 UU35  | 14,5      | 3,232          | 0,108          | 16,22          | 5,809          | MBA      | 16. října 2003 | Palomar          | NEAT                        |
| (115509)      | 2003 UV35  | 15,4      | 2,388          | 0,282          | 11,27          | 3,690          | MBA      | 16. října 2003 | Palomar          | NEAT                        |
| (115510)      | 2003 UX35  | 15,8      | 2,759          | 0,286          | 13,95          | 4,581          | MBA      | 16. října 2003 | Palomar          | NEAT                        |
| (115511)      | 2003 UZ35  | 15,9      | 2,728          | 0,278          | 7,69           | 4,505          | MBA      | 16. října 2003 | Anderson Mesa    | LONEOS                      |
| (115512)      | 2003 UB36  | 14,4      | 3,171          | 0,114          | 17,70          | 5,645          | MBA      | 16. října 2003 | Palomar          | NEAT                        |
| (115513)      | 2003 UE36  | 14,5      | 3,034          | 0,105          | 9,36           | 5,284          | MBA      | 16. října 2003 | Palomar          | NEAT                        |
| (115514)      | 2003 UL36  | 14,9      | 2,701          | 0,083          | 8,79           | 4,438          | MBA      | 16. října 2003 | Palomar          | NEAT                        |
| (115515)      | 2003 UU36  | 15,5      | 2,577          | 0,034          | 13,51          | 4,137          | MBA      | 16. října 2003 | Palomar          | NEAT                        |
| (115516)      | 2003 UF37  | 14,8      | 2,602          | 0,103          | 13,23          | 4,196          | MBA      | 16. října 2003 | Palomar          | NEAT                        |
| (115517)      | 2003 UL37  | 14,2      | 2,863          | 0,174          | 11,32          | 4,844          | MBA      | 16. října 2003 | Crni Vrh         | Crni Vrh                    |
| (115518)      | 2003 UM37  | 14,9      | 2,987          | 0,113          | 9,82           | 5,161          | MBA      | 16. října 2003 | Crni Vrh         | Crni Vrh                    |
| (115519)      | 2003 UN37  | 14,4      | 3,116          | 0,109          | 10,38          | 5,499          | MBA      | 16. října 2003 | Crni Vrh         | Crni Vrh                    |
| (115520)      | 2003 UO37  | 15,1      | 2,629          | 0,130          | 9,80           | 4,263          | MBA      | 17. října 2003 | Crni Vrh         | Crni Vrh                    |
| (115521)      | 2003 UL38  | 15,5      | 2,287          | 0,130          | 6,30           | 3,457          | MBA      | 17. října 2003 | Kitt Peak        | Spacewatch                  |
| (115522)      | 2003 UW39  | 16,7      | 2,417          | 0,129          | 3,39           | 3,757          | MBA      | 16. října 2003 | Kitt Peak        | Spacewatch                  |
| (115523)      | 2003 UC41  | 16,5      | 2,322          | 0,219          | 2,93           | 3,539          | MBA      | 16. října 2003 | Anderson Mesa    | LONEOS                      |
| (115524)      | 2003 UD47  | 15,8      | 2,677          | 0,073          | 12,49          | 4,380          | MBA      | 21. října 2003 | Goodricke-Pigott | R. A. Tucker                |
| (115525)      | 2003 UF47  | 16,3      | 2,622          | 0,107          | 3,27           | 4,245          | MBA      | 16. října 2003 | Goodricke-Pigott | R. A. Tucker                |
| (115526)      | 2003 UL47  | 14,9      | 3,114          | 0,060          | 11,74          | 5,495          | MBA      | 20. října 2003 | Goodricke-Pigott | R. A. Tucker                |
| (115527)      | 2003 UF48  | 15,8      | 2,355          | 0,106          | 6,91           | 3,613          | MBA      | 16. října 2003 | Anderson Mesa    | LONEOS                      |
| (115528)      | 2003 UZ48  | 15,0      | 2,999          | 0,087          | 2,82           | 5,193          | MBA      | 16. října 2003 | Anderson Mesa    | LONEOS                      |
| (115529)      | 2003 UG49  | 15,5      | 2,662          | 0,131          | 2,59           | 4,343          | MBA      | 16. října 2003 | Anderson Mesa    | LONEOS                      |
| (115530)      | 2003 UH49  | 15,3      | 2,704          | 0,090          | 1,30           | 4,445          | MBA      | 16. října 2003 | Anderson Mesa    | LONEOS                      |
| (115531)      | 2003 UE52  | 14,6      | 2,754          | 0,167          | 11,10          | 4,569          | MBA      | 18. října 2003 | Palomar          | NEAT                        |
| (115532)      | 2003 UP52  | 14,1      | 3,123          | 0,168          | 8,48           | 5,518          | MBA      | 18. října 2003 | Palomar          | NEAT                        |
| (115533)      | 2003 UG53  | 14,5      | 3,004          | 0,049          | 7,95           | 5,205          | MBA      | 18. října 2003 | Palomar          | NEAT                        |
| (115534)      | 2003 UZ53  | 15,0      | 2,965          | 0,057          | 8,74           | 5,105          | MBA      | 18. října 2003 | Palomar          | NEAT                        |
| (115535)      | 2003 UW54  | 14,3      | 3,090          | 0,280          | 11,03          | 5,432          | MBA      | 18. října 2003 | Palomar          | NEAT                        |
| (115536)      | 2003 UZ54  | 14,8      | 3,005          | 0,071          | 10,54          | 5,209          | MBA      | 18. října 2003 | Palomar          | NEAT                        |
| (115537)      | 2003 UX56  | 15,4      | 3,074          | 0,061          | 1,29           | 5,389          | MBA      | 23. října 2003 | Kitt Peak        | Spacewatch                  |
| (115538)      | 2003 UO58  | 15,4      | 2,798          | 0,119          | 8,43           | 4,679          | MBA      | 16. října 2003 | Kitt Peak        | Spacewatch                  |
| (115539)      | 2003 UZ60  | 15,9      | 2,233          | 0,183          | 5,73           | 3,336          | MBA      | 16. října 2003 | Palomar          | NEAT                        |
| (115540)      | 2003 UP61  | 15,4      | 2,782          | 0,042          | 6,13           | 4,640          | MBA      | 16. října 2003 | Anderson Mesa    | LONEOS                      |
| (115541)      | 2003 UY62  | 15,9      | 2,548          | 0,019          | 15,01          | 4,065          | MBA      | 16. října 2003 | Palomar          | NEAT                        |
| (115542)      | 2003 UZ63  | 14,9      | 2,895          | 0,108          | 13,96          | 4,926          | MBA      | 16. října 2003 | Anderson Mesa    | LONEOS                      |
| (115543)      | 2003 UG64  | 14,7      | 2,753          | 0,105          | 13,76          | 4,566          | MBA      | 16. října 2003 | Anderson Mesa    | LONEOS                      |
| (115544)      | 2003 UP64  | 15,9      | 2,668          | 0,154          | 13,83          | 4,357          | MBA      | 16. října 2003 | Anderson Mesa    | LONEOS                      |
| (115545)      | 2003 UW64  | 15,1      | 2,676          | 0,053          | 12,55          | 4,376          | MBA      | 16. října 2003 | Anderson Mesa    | LONEOS                      |
| (115546)      | 2003 UH65  | 14,2      | 2,968          | 0,088          | 11,38          | 5,114          | MBA      | 16. října 2003 | Palomar          | NEAT                        |
| (115547)      | 2003 UV65  | 14,1      | 3,063          | 0,123          | 12,03          | 5,361          | MBA      | 16. října 2003 | Palomar          | NEAT                        |
| (115548)      | 2003 UB66  | 13,7      | 3,107          | 0,150          | 14,27          | 5,476          | MBA      | 16. října 2003 | Palomar          | NEAT                        |
| (115549)      | 2003 UE66  | 14,0      | 3,196          | 0,100          | 13,53          | 5,712          | MBA      | 16. října 2003 | Palomar          | NEAT                        |
| (115550)      | 2003 UG66  | 15,0      | 3,084          | 0,065          | 10,44          | 5,416          | MBA      | 16. října 2003 | Palomar          | NEAT                        |
| (115551)      | 2003 UB71  | 15,4      | 2,834          | 0,091          | 1,06           | 4,770          | MBA      | 18. října 2003 | Kitt Peak        | Spacewatch                  |
| (115552)      | 2003 UE71  | 15,2      | 2,942          | 0,103          | 2,15           | 5,045          | MBA      | 18. října 2003 | Kitt Peak        | Spacewatch                  |
| (115553)      | 2003 UB73  | 15,9      | 2,224          | 0,212          | 6,58           | 3,317          | MBA      | 19. října 2003 | Kitt Peak        | Spacewatch                  |
| (115554)      | 2003 UL74  | 14,6      | 2,858          | 0,159          | 9,28           | 4,830          | MBA      | 16. října 2003 | Crni Vrh         | Crni Vrh                    |
| (115555)      | 2003 UQ75  | 14,8      | 3,019          | 0,206          | 7,69           | 5,246          | MBA      | 17. října 2003 | Kitt Peak        | Spacewatch                  |
| (115556)      | 2003 UN77  | 15,9      | 2,212          | 0,045          | 5,63           | 3,288          | MBA      | 17. října 2003 | Anderson Mesa    | LONEOS                      |
| (115557)      | 2003 UT77  | 14,9      | 2,998          | 0,101          | 8,75           | 5,190          | MBA      | 17. října 2003 | Kitt Peak        | Spacewatch                  |
| (115558)      | 2003 UD78  | 14,4      | 3,152          | 0,027          | 12,43          | 5,595          | MBA      | 17. října 2003 | Anderson Mesa    | LONEOS                      |
| (115559)      | 2003 UK78  | 15,2      | 3,045          | 0,159          | 8,85           | 5,313          | MBA      | 17. října 2003 | Anderson Mesa    | LONEOS                      |
| (115560)      | 2003 UB79  | 16,3      | 2,369          | 0,186          | 1,25           | 3,646          | MBA      | 18. října 2003 | Haleakala        | NEAT                        |
| (115561)      | 2003 UF80  | 14,7      | 3,037          | 0,100          | 11,95          | 5,291          | MBA      | 20. října 2003 | Needville        | W. G. Dillon; D. Wells      |
| (115562)      | 2003 UR80  | 14,3      | 3,009          | 0,090          | 9,07           | 5,220          | MBA      | 16. října 2003 | Kitt Peak        | Spacewatch                  |
| (115563)      | 2003 UU80  | 15,3      | 2,542          | 0,052          | 10,38          | 4,051          | MBA      | 16. října 2003 | Anderson Mesa    | LONEOS                      |
| (115564)      | 2003 UC81  | 13,9      | 2,924          | 0,066          | 13,83          | 5,000          | MBA      | 16. října 2003 | Anderson Mesa    | LONEOS                      |
| (115565)      | 2003 UL81  | 15,4      | 3,076          | 0,151          | 5,99           | 5,393          | MBA      | 16. října 2003 | Haleakala        | NEAT                        |
| (115566)      | 2003 UB82  | 16,1      | 2,183          | 0,106          | 7,76           | 3,225          | MBA      | 18. října 2003 | Haleakala        | NEAT                        |
| (115567)      | 2003 UY82  | 16,0      | 2,388          | 0,225          | 8,48           | 3,690          | MBA      | 19. října 2003 | Palomar          | NEAT                        |
| (115568)      | 2003 UZ82  | 15,6      | 2,659          | 0,207          | 11,72          | 4,335          | MBA      | 19. října 2003 | Haleakala        | NEAT                        |
| (115569)      | 2003 UR84  | 16,0      | 2,642          | 0,190          | 3,85           | 4,293          | MBA      | 18. října 2003 | Kitt Peak        | Spacewatch                  |
| (115570)      | 2003 UT84  | 16,4      | 2,325          | 0,055          | 6,31           | 3,544          | MBA      | 18. října 2003 | Kitt Peak        | Spacewatch                  |
| (115571)      | 2003 UU85  | 14,3      | 3,047          | 0,157          | 9,45           | 5,319          | MBA      | 18. října 2003 | Haleakala        | NEAT                        |
| (115572)      | 2003 UY85  | 15,7      | 2,211          | 0,192          | 8,29           | 3,288          | MBA      | 18. října 2003 | Palomar          | NEAT                        |
| (115573)      | 2003 UE86  | 15,2      | 2,692          | 0,052          | 6,03           | 4,416          | MBA      | 18. října 2003 | Palomar          | NEAT                        |
| (115574)      | 2003 UF86  | 15,2      | 2,559          | 0,084          | 5,36           | 4,093          | MBA      | 18. října 2003 | Palomar          | NEAT                        |
| (115575)      | 2003 UK86  | 14,9      | 2,603          | 0,142          | 13,40          | 4,199          | MBA      | 18. října 2003 | Palomar          | NEAT                        |
| (115576)      | 2003 UM88  | 14,7      | 2,841          | 0,155          | 13,59          | 4,787          | MBA      | 19. října 2003 | Anderson Mesa    | LONEOS                      |
| (115577)      | 2003 UO88  | 14,5      | 3,056          | 0,128          | 12,26          | 5,343          | MBA      | 19. října 2003 | Anderson Mesa    | LONEOS                      |
| (115578)      | 2003 UB89  | 15,4      | 2,572          | 0,151          | 21,06          | 4,125          | MBA      | 19. října 2003 | Anderson Mesa    | LONEOS                      |
| (115579)      | 2003 UN90  | 15,5      | 2,740          | 0,039          | 6,96           | 4,535          | MBA      | 20. října 2003 | Socorro          | LINEAR                      |
| (115580)      | 2003 UX90  | 15,4      | 2,730          | 0,103          | 5,25           | 4,510          | MBA      | 20. října 2003 | Socorro          | LINEAR                      |
| (115581)      | 2003 UD91  | 16,4      | 2,349          | 0,134          | 6,47           | 3,599          | MBA      | 20. října 2003 | Socorro          | LINEAR                      |
| (115582)      | 2003 UT92  | 15,1      | 2,967          | 0,097          | 9,48           | 5,110          | MBA      | 20. října 2003 | Palomar          | NEAT                        |
| (115583)      | 2003 UM93  | 14,9      | 2,761          | 0,011          | 4,15           | 4,587          | MBA      | 17. října 2003 | Kitt Peak        | Spacewatch                  |
| (115584)      | 2003 UE95  | 15,6      | 2,806          | 0,211          | 4,98           | 4,701          | MBA      | 18. října 2003 | Haleakala        | NEAT                        |
| (115585)      | 2003 UT95  | 16,2      | 2,376          | 0,233          | 2,59           | 3,661          | MBA      | 18. října 2003 | Haleakala        | NEAT                        |
| (115586)      | 2003 UF96  | 15,3      | 2,921          | 0,067          | 2,87           | 4,990          | MBA      | 18. října 2003 | Kitt Peak        | Spacewatch                  |
| (115587)      | 2003 UY96  | 16,7      | 2,379          | 0,150          | 2,01           | 3,669          | MBA      | 19. října 2003 | Kitt Peak        | Spacewatch                  |
| (115588)      | 2003 UZ96  | 15,7      | 2,579          | 0,094          | 2,23           | 4,141          | MBA      | 19. října 2003 | Kitt Peak        | Spacewatch                  |
| (115589)      | 2003 UG97  | 15,3      | 3,057          | 0,252          | 10,40          | 5,344          | MBA      | 19. října 2003 | Kitt Peak        | Spacewatch                  |
| (115590)      | 2003 UL97  | 16,3      | 2,695          | 0,047          | 3,55           | 4,423          | MBA      | 19. října 2003 | Kitt Peak        | Spacewatch                  |
| (115591)      | 2003 UG98  | 14,6      | 2,998          | 0,094          | 9,83           | 5,189          | MBA      | 19. října 2003 | Anderson Mesa    | LONEOS                      |
| (115592)      | 2003 UL98  | 15,7      | 2,574          | 0,122          | 8,60           | 4,129          | MBA      | 19. října 2003 | Anderson Mesa    | LONEOS                      |
| (115593)      | 2003 UV98  | 14,2      | 3,107          | 0,088          | 22,11          | 5,476          | MBA      | 19. října 2003 | Anderson Mesa    | LONEOS                      |
| (115594)      | 2003 UX98  | 15,0      | 3,156          | 0,087          | 15,10          | 5,605          | MBA      | 19. října 2003 | Anderson Mesa    | LONEOS                      |
| (115595)      | 2003 UZ98  | 14,5      | 2,688          | 0,178          | 12,41          | 4,407          | MBA      | 19. října 2003 | Anderson Mesa    | LONEOS                      |
| (115596)      | 2003 UC99  | 13,8      | 2,981          | 0,072          | 16,36          | 5,145          | MBA      | 19. října 2003 | Anderson Mesa    | LONEOS                      |
| (115597)      | 2003 UF99  | 15,2      | 3,064          | 0,159          | 9,84           | 5,361          | MBA      | 19. října 2003 | Anderson Mesa    | LONEOS                      |
| (115598)      | 2003 UH99  | 14,4      | 2,990          | 0,090          | 11,79          | 5,170          | MBA      | 19. října 2003 | Anderson Mesa    | LONEOS                      |
| (115599)      | 2003 UJ99  | 14,8      | 2,528          | 0,099          | 15,43          | 4,019          | MBA      | 19. října 2003 | Anderson Mesa    | LONEOS                      |
| (115600)      | 2003 UR99  | 15,7      | 2,581          | 0,066          | 15,31          | 4,147          | MBA      | 19. října 2003 | Kitt Peak        | Spacewatch                  |
| (115601)      | 2003 UT99  | 16,8      | 2,352          | 0,119          | 4,96           | 3,606          | MBA      | 19. října 2003 | Palomar          | NEAT                        |
| (115602)      | 2003 UZ99  | 15,3      | 2,572          | 0,256          | 6,25           | 4,124          | MBA      | 19. října 2003 | Palomar          | NEAT                        |
| (115603)      | 2003 UB100 | 15,3      | 2,341          | 0,168          | 8,37           | 3,581          | MBA      | 19. října 2003 | Palomar          | NEAT                        |
| (115604)      | 2003 UE100 | 14,9      | 3,160          | 0,141          | 5,88           | 5,616          | MBA      | 19. října 2003 | Palomar          | NEAT                        |
| (115605)      | 2003 UK100 | 14,4      | 3,040          | 0,108          | 22,04          | 5,300          | MBA      | 19. října 2003 | Palomar          | NEAT                        |
| (115606)      | 2003 UJ101 | 16,2      | 2,289          | 0,117          | 4,33           | 3,463          | MBA      | 20. října 2003 | Palomar          | NEAT                        |
| (115607)      | 2003 UR101 | 14,6      | 3,145          | 0,191          | 4,20           | 5,577          | MBA      | 20. října 2003 | Socorro          | LINEAR                      |
| (115608)      | 2003 UR102 | 15,3      | 2,949          | 0,061          | 3,14           | 5,062          | MBA      | 20. října 2003 | Kitt Peak        | Spacewatch                  |
| (115609)      | 2003 UA103 | 16,2      | 2,662          | 0,050          | 3,95           | 4,342          | MBA      | 20. října 2003 | Kitt Peak        | Spacewatch                  |
| (115610)      | 2003 UE103 | 15,8      | 2,340          | 0,077          | 7,32           | 3,578          | MBA      | 20. října 2003 | Kitt Peak        | Spacewatch                  |
| (115611)      | 2003 UG103 | 15,5      | 2,644          | 0,117          | 9,63           | 4,298          | MBA      | 20. října 2003 | Kitt Peak        | Spacewatch                  |
| (115612)      | 2003 UK103 | 16,2      | 2,413          | 0,140          | 3,63           | 3,748          | MBA      | 20. října 2003 | Kitt Peak        | Spacewatch                  |
| (115613)      | 2003 UW107 | 15,9      | 3,186          | 0,184          | 1,10           | 5,686          | MBA      | 19. října 2003 | Kitt Peak        | Spacewatch                  |
| (115614)      | 2003 UZ111 | 15,5      | 2,476          | 0,035          | 10,22          | 3,895          | MBA      | 20. října 2003 | Socorro          | LINEAR                      |
| (115615)      | 2003 UC112 | 14,9      | 2,781          | 0,046          | 4,40           | 4,637          | MBA      | 20. října 2003 | Socorro          | LINEAR                      |
| (115616)      | 2003 UH112 | 15,7      | 2,943          | 0,137          | 4,70           | 5,048          | MBA      | 20. října 2003 | Socorro          | LINEAR                      |
| (115617)      | 2003 UD113 | 15,2      | 2,731          | 0,147          | 13,79          | 4,513          | MBA      | 20. října 2003 | Socorro          | LINEAR                      |
| (115618)      | 2003 UH114 | 14,9      | 2,598          | 0,160          | 8,86           | 4,187          | MBA      | 20. října 2003 | Socorro          | LINEAR                      |
| (115619)      | 2003 UD115 | 16,1      | 2,881          | 0,096          | 0,11           | 4,890          | MBA      | 20. října 2003 | Kitt Peak        | Spacewatch                  |
| (115620)      | 2003 US115 | 14,5      | 3,101          | 0,180          | 5,46           | 5,459          | MBA      | 20. října 2003 | Palomar          | NEAT                        |
| (115621)      | 2003 UX116 | 14,8      | 2,794          | 0,051          | 6,81           | 4,669          | MBA      | 21. října 2003 | Socorro          | LINEAR                      |
| (115622)      | 2003 UC117 | 15,2      | 3,212          | 0,129          | 5,37           | 5,755          | MBA      | 21. října 2003 | Socorro          | LINEAR                      |
| (115623)      | 2003 UE118 | 16,1      | 2,454          | 0,093          | 5,32           | 3,843          | MBA      | 17. října 2003 | Anderson Mesa    | LONEOS                      |
| (115624)      | 2003 US119 | 14,0      | 3,209          | 0,125          | 17,16          | 5,749          | MBA      | 18. října 2003 | Palomar          | NEAT                        |
| (115625)      | 2003 UQ121 | 15,0      | 3,202          | 0,077          | 8,54           | 5,728          | MBA      | 19. října 2003 | Socorro          | LINEAR                      |
| (115626)      | 2003 UU121 | 14,7      | 2,636          | 0,135          | 15,55          | 4,280          | MBA      | 19. října 2003 | Socorro          | LINEAR                      |
| (115627)      | 2003 UW121 | 15,0      | 2,654          | 0,160          | 15,32          | 4,322          | MBA      | 19. října 2003 | Socorro          | LINEAR                      |
| (115628)      | 2003 UX121 | 14,9      | 2,678          | 0,119          | 14,14          | 4,382          | MBA      | 19. října 2003 | Socorro          | LINEAR                      |
| (115629)      | 2003 UH122 | 15,8      | 2,638          | 0,205          | 13,11          | 4,284          | MBA      | 19. října 2003 | Socorro          | LINEAR                      |
| (115630)      | 2003 US122 | 14,0      | 3,167          | 0,248          | 16,95          | 5,634          | MBA      | 19. října 2003 | Socorro          | LINEAR                      |
| (115631)      | 2003 UP123 | 16,5      | 2,372          | 0,081          | 2,44           | 3,653          | MBA      | 19. října 2003 | Kitt Peak        | Spacewatch                  |
| (115632)      | 2003 UV124 | 15,2      | 2,842          | 0,072          | 2,97           | 4,791          | MBA      | 20. října 2003 | Socorro          | LINEAR                      |
| (115633)      | 2003 UH125 | 14,7      | 3,052          | 0,126          | 11,03          | 5,332          | MBA      | 20. října 2003 | Socorro          | LINEAR                      |
| (115634)      | 2003 UD126 | 15,6      | 2,780          | 0,108          | 14,68          | 4,635          | MBA      | 20. října 2003 | Socorro          | LINEAR                      |
| (115635)      | 2003 UF126 | 15,6      | 2,669          | 0,066          | 14,46          | 4,360          | MBA      | 20. října 2003 | Socorro          | LINEAR                      |
| (115636)      | 2003 UG126 | 15,6      | 2,654          | 0,167          | 13,78          | 4,322          | MBA      | 20. října 2003 | Socorro          | LINEAR                      |
| (115637)      | 2003 UH126 | 15,1      | 2,666          | 0,143          | 14,35          | 4,353          | MBA      | 20. října 2003 | Socorro          | LINEAR                      |
| (115638)      | 2003 UO126 | 14,7      | 3,117          | 0,180          | 10,89          | 5,502          | MBA      | 20. října 2003 | Palomar          | NEAT                        |
| (115639)      | 2003 UX129 | 15,7      | 2,649          | 0,246          | 6,57           | 4,311          | MBA      | 18. října 2003 | Palomar          | NEAT                        |
| (115640)      | 2003 UF130 | 15,3      | 2,804          | 0,139          | 8,60           | 4,694          | MBA      | 18. října 2003 | Palomar          | NEAT                        |
| (115641)      | 2003 UW130 | 14,4      | 3,121          | 0,250          | 12,67          | 5,513          | MBA      | 19. října 2003 | Anderson Mesa    | LONEOS                      |
| (115642)      | 2003 UE131 | 14,8      | 2,686          | 0,069          | 6,97           | 4,402          | MBA      | 19. října 2003 | Anderson Mesa    | LONEOS                      |
| (115643)      | 2003 UJ131 | 15,0      | 2,753          | 0,062          | 7,10           | 4,568          | MBA      | 19. října 2003 | Palomar          | NEAT                        |
| (115644)      | 2003 UO132 | 15,0      | 2,771          | 0,082          | 9,21           | 4,612          | MBA      | 19. října 2003 | Palomar          | NEAT                        |
| (115645)      | 2003 UP132 | 15,2      | 3,086          | 0,100          | 9,77           | 5,421          | MBA      | 19. října 2003 | Palomar          | NEAT                        |
| (115646)      | 2003 UC133 | 14,9      | 2,644          | 0,082          | 8,41           | 4,298          | MBA      | 19. října 2003 | Palomar          | NEAT                        |
| (115647)      | 2003 UF133 | 16,1      | 2,599          | 0,018          | 11,42          | 4,189          | MBA      | 20. října 2003 | Palomar          | NEAT                        |
| (115648)      | 2003 UY133 | 15,8      | 2,280          | 0,204          | 8,79           | 3,442          | MBA      | 20. října 2003 | Palomar          | NEAT                        |
| (115649)      | 2003 UK135 | 14,8      | 2,754          | 0,124          | 24,08          | 4,569          | MBA      | 21. října 2003 | Palomar          | NEAT                        |
| (115650)      | 2003 UU135 | 16,0      | 2,337          | 0,053          | 5,84           | 3,572          | MBA      | 21. října 2003 | Palomar          | NEAT                        |
| (115651)      | 2003 UV136 | 15,6      | 2,782          | 0,043          | 3,67           | 4,639          | MBA      | 21. října 2003 | Socorro          | LINEAR                      |
| (115652)      | 2003 UA137 | 16,2      | 2,205          | 0,096          | 6,16           | 3,273          | MBA      | 21. října 2003 | Palomar          | NEAT                        |
| (115653)      | 2003 UK137 | 16,6      | 2,436          | 0,151          | 2,19           | 3,801          | MBA      | 21. října 2003 | Socorro          | LINEAR                      |
| (115654)      | 2003 UQ137 | 15,7      | 2,289          | 0,100          | 10,02          | 3,462          | MBA      | 21. října 2003 | Socorro          | LINEAR                      |
| (115655)      | 2003 US137 | 14,6      | 2,978          | 0,109          | 11,00          | 5,137          | MBA      | 21. října 2003 | Socorro          | LINEAR                      |
| (115656)      | 2003 UT137 | 14,3      | 3,152          | 0,205          | 10,32          | 5,596          | MBA      | 21. října 2003 | Socorro          | LINEAR                      |
| (115657)      | 2003 UW137 | 13,3      | 3,199          | 0,089          | 19,14          | 5,722          | MBA      | 21. října 2003 | Socorro          | LINEAR                      |
| (115658)      | 2003 UT138 | 15,3      | 3,169          | 0,131          | 1,83           | 5,642          | MBA      | 16. října 2003 | Palomar          | NEAT                        |
| (115659)      | 2003 UP139 | 14,2      | 3,183          | 0,087          | 15,21          | 5,679          | MBA      | 16. října 2003 | Anderson Mesa    | LONEOS                      |
| (115660)      | 2003 UQ139 | 15,1      | 2,781          | 0,032          | 5,61           | 4,637          | MBA      | 16. října 2003 | Anderson Mesa    | LONEOS                      |
| (115661)      | 2003 UZ139 | 15,9      | 2,708          | 0,115          | 12,62          | 4,455          | MBA      | 16. října 2003 | Anderson Mesa    | LONEOS                      |
| (115662)      | 2003 UB141 | 14,1      | 3,005          | 0,145          | 19,76          | 5,209          | MBA      | 17. října 2003 | Socorro          | LINEAR                      |
| (115663)      | 2003 UK142 | 15,0      | 2,754          | 0,122          | 7,61           | 4,570          | MBA      | 18. října 2003 | Anderson Mesa    | LONEOS                      |
| (115664)      | 2003 UL142 | 13,7      | 3,056          | 0,174          | 10,62          | 5,342          | MBA      | 18. října 2003 | Anderson Mesa    | LONEOS                      |
| (115665)      | 2003 UN142 | 14,5      | 3,043          | 0,047          | 9,80           | 5,308          | MBA      | 18. října 2003 | Anderson Mesa    | LONEOS                      |
| (115666)      | 2003 UK143 | 16,2      | 2,387          | 0,180          | 3,54           | 3,687          | MBA      | 18. října 2003 | Anderson Mesa    | LONEOS                      |
| (115667)      | 2003 UO143 | 15,5      | 2,639          | 0,020          | 2,91           | 4,288          | MBA      | 18. října 2003 | Anderson Mesa    | LONEOS                      |
| (115668)      | 2003 UQ143 | 15,5      | 2,784          | 0,067          | 4,94           | 4,644          | MBA      | 18. října 2003 | Anderson Mesa    | LONEOS                      |
| (115669)      | 2003 UW143 | 14,9      | 2,634          | 0,017          | 13,53          | 4,273          | MBA      | 18. října 2003 | Anderson Mesa    | LONEOS                      |
| (115670)      | 2003 UK144 | 15,1      | 3,081          | 0,196          | 1,89           | 5,406          | MBA      | 18. října 2003 | Anderson Mesa    | LONEOS                      |
| (115671)      | 2003 UT144 | 14,1      | 3,105          | 0,044          | 8,62           | 5,471          | MBA      | 18. října 2003 | Anderson Mesa    | LONEOS                      |
| (115672)      | 2003 UW144 | 14,3      | 3,128          | 0,146          | 9,55           | 5,532          | MBA      | 18. října 2003 | Anderson Mesa    | LONEOS                      |
| (115673)      | 2003 UW145 | 14,3      | 3,218          | 0,179          | 7,02           | 5,772          | MBA      | 18. října 2003 | Anderson Mesa    | LONEOS                      |
| (115674)      | 2003 UY145 | 14,7      | 2,674          | 0,135          | 13,39          | 4,371          | MBA      | 18. října 2003 | Anderson Mesa    | LONEOS                      |
| (115675)      | 2003 UE146 | 15,0      | 2,753          | 0,143          | 8,92           | 4,567          | MBA      | 18. října 2003 | Anderson Mesa    | LONEOS                      |
| (115676)      | 2003 UF146 | 14,3      | 3,133          | 0,155          | 6,29           | 5,544          | MBA      | 18. října 2003 | Anderson Mesa    | LONEOS                      |
| (115677)      | 2003 UA147 | 15,1      | 2,665          | 0,144          | 14,20          | 4,350          | MBA      | 18. října 2003 | Anderson Mesa    | LONEOS                      |
| (115678)      | 2003 UV148 | 14,9      | 2,846          | 0,045          | 3,70           | 4,801          | MBA      | 19. října 2003 | Kitt Peak        | Spacewatch                  |
| (115679)      | 2003 UX148 | 15,0      | 3,213          | 0,065          | 15,61          | 5,757          | MBA      | 19. října 2003 | Anderson Mesa    | LONEOS                      |
| (115680)      | 2003 UB149 | 15,7      | 2,454          | 0,051          | 6,42           | 3,844          | MBA      | 19. října 2003 | Palomar          | NEAT                        |
| (115681)      | 2003 UR149 | 15,2      | 2,937          | 0,117          | 3,14           | 5,033          | MBA      | 20. října 2003 | Socorro          | LINEAR                      |
| (115682)      | 2003 UN150 | 15,5      | 2,598          | 0,107          | 2,66           | 4,187          | MBA      | 20. října 2003 | Kitt Peak        | Spacewatch                  |
| (115683)      | 2003 UP150 | 14,6      | 3,106          | 0,196          | 2,37           | 5,472          | MBA      | 20. října 2003 | Kitt Peak        | Spacewatch                  |
| (115684)      | 2003 UQ150 | 14,7      | 3,203          | 0,087          | 17,80          | 5,731          | MBA      | 20. října 2003 | Kitt Peak        | Spacewatch                  |
| (115685)      | 2003 UX150 | 15,0      | 3,032          | 0,031          | 1,52           | 5,279          | MBA      | 21. října 2003 | Anderson Mesa    | LONEOS                      |
| (115686)      | 2003 UU151 | 16,4      | 2,357          | 0,167          | 5,99           | 3,618          | MBA      | 21. října 2003 | Kitt Peak        | Spacewatch                  |
| (115687)      | 2003 UM152 | 15,9      | 2,837          | 0,094          | 3,24           | 4,778          | MBA      | 21. října 2003 | Palomar          | NEAT                        |
| (115688)      | 2003 UA153 | 15,3      | 3,082          | 0,280          | 8,62           | 5,409          | MBA      | 21. října 2003 | Palomar          | NEAT                        |
| (115689)      | 2003 UG153 | 15,7      | 2,626          | 0,142          | 12,47          | 4,254          | MBA      | 21. října 2003 | Palomar          | NEAT                        |
| (115690)      | 2003 UG154 | 14,8      | 3,180          | 0,044          | 8,87           | 5,669          | MBA      | 20. října 2003 | Palomar          | NEAT                        |
| (115691)      | 2003 UH155 | 16,5      | 2,257          | 0,118          | 4,96           | 3,391          | MBA      | 20. října 2003 | Socorro          | LINEAR                      |
| (115692)      | 2003 UV156 | 14,9      | 2,755          | 0,061          | 7,80           | 4,573          | MBA      | 20. října 2003 | Socorro          | LINEAR                      |
| (115693)      | 2003 UF157 | 15,3      | 3,092          | 0,093          | 9,69           | 5,437          | MBA      | 20. října 2003 | Socorro          | LINEAR                      |
| (115694)      | 2003 UT157 | 15,0      | 3,154          | 0,071          | 4,14           | 5,602          | MBA      | 20. října 2003 | Kitt Peak        | Spacewatch                  |
| (115695)      | 2003 UM160 | 15,3      | 2,696          | 0,070          | 2,69           | 4,427          | MBA      | 21. října 2003 | Kitt Peak        | Spacewatch                  |
| (115696)      | 2003 UJ162 | 15,7      | 2,730          | 0,069          | 4,03           | 4,510          | MBA      | 21. října 2003 | Socorro          | LINEAR                      |
| (115697)      | 2003 UK162 | 15,5      | 2,359          | 0,127          | 7,54           | 3,623          | MBA      | 21. října 2003 | Socorro          | LINEAR                      |
| (115698)      | 2003 UE163 | 15,8      | 2,276          | 0,071          | 3,98           | 3,433          | MBA      | 21. října 2003 | Socorro          | LINEAR                      |
| (115699)      | 2003 UG163 | 13,7      | 3,113          | 0,070          | 11,09          | 5,492          | MBA      | 21. října 2003 | Socorro          | LINEAR                      |
| (115700)      | 2003 UO163 | 13,9      | 3,378          | 0,140          | 11,19          | 6,209          | MBA      | 21. října 2003 | Socorro          | LINEAR                      |
| (115701)      | 2003 UW163 | 14,4      | 3,252          | 0,101          | 6,40           | 5,864          | MBA      | 21. října 2003 | Socorro          | LINEAR                      |
| (115702)      | 2003 UH164 | 15,1      | 2,776          | 0,039          | 4,90           | 4,623          | MBA      | 21. října 2003 | Socorro          | LINEAR                      |
| (115703)      | 2003 UW164 | 15,5      | 3,158          | 0,096          | 2,07           | 5,612          | MBA      | 21. října 2003 | Palomar          | NEAT                        |
| (115704)      | 2003 US166 | 14,8      | 2,852          | 0,018          | 2,79           | 4,816          | MBA      | 21. října 2003 | Kitt Peak        | Spacewatch                  |
| (115705)      | 2003 UU166 | 15,1      | 2,708          | 0,065          | 4,52           | 4,455          | MBA      | 21. října 2003 | Kvistaberg       | Uppsala-DLR Asteroid Survey |
| (115706)      | 2003 UG168 | 14,6      | 3,030          | 0,056          | 9,23           | 5,273          | MBA      | 22. října 2003 | Socorro          | LINEAR                      |
| (115707)      | 2003 UW168 | 15,0      | 3,238          | 0,144          | 0,45           | 5,825          | MBA      | 22. října 2003 | Socorro          | LINEAR                      |
| (115708)      | 2003 UA169 | 15,1      | 2,698          | 0,046          | 4,14           | 4,432          | MBA      | 22. října 2003 | Socorro          | LINEAR                      |
| (115709)      | 2003 UR169 | 16,0      | 2,668          | 0,176          | 13,04          | 4,357          | MBA      | 22. října 2003 | Haleakala        | NEAT                        |
| (115710)      | 2003 UY169 | 15,6      | 2,601          | 0,029          | 2,53           | 4,195          | MBA      | 22. října 2003 | Kitt Peak        | Spacewatch                  |
| (115711)      | 2003 UR170 | 14,7      | 2,574          | 0,239          | 15,73          | 4,130          | MBA      | 22. října 2003 | Kitt Peak        | Spacewatch                  |
| (115712)      | 2003 US172 | 15,3      | 3,052          | 0,143          | 12,51          | 5,332          | MBA      | 20. října 2003 | Socorro          | LINEAR                      |
| (115713)      | 2003 UF173 | 15,8      | 3,106          | 0,016          | 9,02           | 5,472          | MBA      | 20. října 2003 | Palomar          | NEAT                        |
| (115714)      | 2003 UN173 | 14,5      | 3,216          | 0,075          | 15,32          | 5,767          | MBA      | 20. října 2003 | Kitt Peak        | Spacewatch                  |
| (115715)      | 2003 UT173 | 14,5      | 2,994          | 0,087          | 5,12           | 5,181          | MBA      | 20. října 2003 | Palomar          | NEAT                        |
| (115716)      | 2003 UV173 | 14,3      | 3,167          | 0,079          | 10,44          | 5,636          | MBA      | 20. října 2003 | Palomar          | NEAT                        |
| (115717)      | 2003 UQ174 | 16,4      | 2,430          | 0,137          | 1,12           | 3,788          | MBA      | 21. října 2003 | Kitt Peak        | Spacewatch                  |
| (115718)      | 2003 UQ175 | 15,8      | 2,845          | 0,018          | 0,63           | 4,797          | MBA      | 21. října 2003 | Anderson Mesa    | LONEOS                      |
| (115719)      | 2003 UX175 | 16,7      | 2,369          | 0,054          | 1,70           | 3,646          | MBA      | 21. října 2003 | Palomar          | NEAT                        |
| (115720)      | 2003 UP176 | 15,6      | 2,577          | 0,144          | 11,14          | 4,137          | MBA      | 21. října 2003 | Anderson Mesa    | LONEOS                      |
| (115721)      | 2003 UT176 | 15,8      | 2,868          | 0,142          | 7,68           | 4,855          | MBA      | 21. října 2003 | Anderson Mesa    | LONEOS                      |
| (115722)      | 2003 UG177 | 15,1      | 2,677          | 0,212          | 13,35          | 4,380          | MBA      | 21. října 2003 | Palomar          | NEAT                        |
| (115723)      | 2003 UV179 | 16,1      | 2,342          | 0,125          | 4,80           | 3,583          | MBA      | 21. října 2003 | Socorro          | LINEAR                      |
| (115724)      | 2003 UW179 | 15,0      | 3,228          | 0,136          | 6,99           | 5,799          | MBA      | 21. října 2003 | Socorro          | LINEAR                      |
| (115725)      | 2003 US180 | 15,1      | 3,123          | 0,072          | 9,10           | 5,517          | MBA      | 21. října 2003 | Socorro          | LINEAR                      |
| (115726)      | 2003 UY180 | 14,8      | 2,947          | 0,127          | 1,71           | 5,058          | MBA      | 21. října 2003 | Socorro          | LINEAR                      |
| (115727)      | 2003 UD183 | 16,1      | 2,935          | 0,073          | 1,51           | 5,029          | MBA      | 21. října 2003 | Palomar          | NEAT                        |
| (115728)      | 2003 UQ183 | 15,2      | 2,664          | 0,057          | 5,84           | 4,347          | MBA      | 21. října 2003 | Palomar          | NEAT                        |
| (115729)      | 2003 UY183 | 15,5      | 2,780          | 0,071          | 1,57           | 4,634          | MBA      | 21. října 2003 | Palomar          | NEAT                        |
| (115730)      | 2003 UP184 | 14,7      | 3,065          | 0,080          | 10,27          | 5,365          | MBA      | 21. října 2003 | Palomar          | NEAT                        |
| (115731)      | 2003 UC185 | 16,7      | 2,331          | 0,240          | 1,89           | 3,559          | MBA      | 21. října 2003 | Palomar          | NEAT                        |
| (115732)      | 2003 UL185 | 15,5      | 2,675          | 0,021          | 1,12           | 4,374          | MBA      | 21. října 2003 | Kitt Peak        | Spacewatch                  |
| (115733)      | 2003 UO185 | 15,0      | 2,932          | 0,048          | 3,22           | 5,021          | MBA      | 21. října 2003 | Kitt Peak        | Spacewatch                  |
| (115734)      | 2003 UJ186 | 15,3      | 2,674          | 0,176          | 7,10           | 4,372          | MBA      | 22. října 2003 | Socorro          | LINEAR                      |
| (115735)      | 2003 UN186 | 14,8      | 2,687          | 0,130          | 4,03           | 4,404          | MBA      | 22. října 2003 | Socorro          | LINEAR                      |
| (115736)      | 2003 UB187 | 14,2      | 3,206          | 0,132          | 5,79           | 5,740          | MBA      | 22. října 2003 | Palomar          | NEAT                        |
| (115737)      | 2003 UU187 | 14,6      | 3,063          | 0,061          | 6,34           | 5,361          | MBA      | 22. října 2003 | Socorro          | LINEAR                      |
| (115738)      | 2003 UZ187 | 16,2      | 2,227          | 0,050          | 6,92           | 3,323          | MBA      | 22. října 2003 | Socorro          | LINEAR                      |
| (115739)      | 2003 UK188 | 16,5      | 2,399          | 0,134          | 5,68           | 3,716          | MBA      | 22. října 2003 | Socorro          | LINEAR                      |
| (115740)      | 2003 UU188 | 15,0      | 2,744          | 0,248          | 21,62          | 4,546          | MBA      | 22. října 2003 | Kitt Peak        | Spacewatch                  |
| (115741)      | 2003 UA189 | 15,2      | 2,800          | 0,067          | 3,54           | 4,684          | MBA      | 22. října 2003 | Kitt Peak        | Spacewatch                  |
| (115742)      | 2003 UV189 | 14,9      | 2,903          | 0,099          | 10,09          | 4,946          | MBA      | 22. října 2003 | Haleakala        | NEAT                        |
| (115743)      | 2003 UW189 | 14,8      | 3,240          | 0,137          | 1,95           | 5,831          | MBA      | 22. října 2003 | Haleakala        | NEAT                        |
| (115744)      | 2003 US193 | 16,1      | 2,573          | 0,122          | 4,82           | 4,126          | MBA      | 20. října 2003 | Palomar          | NEAT                        |
| (115745)      | 2003 UU193 | 15,7      | 2,830          | 0,053          | 2,87           | 4,761          | MBA      | 20. října 2003 | Kitt Peak        | Spacewatch                  |
| (115746)      | 2003 UW193 | 14,0      | 3,160          | 0,033          | 10,46          | 5,617          | MBA      | 20. října 2003 | Kitt Peak        | Spacewatch                  |
| (115747)      | 2003 UB195 | 15,6      | 2,671          | 0,097          | 4,19           | 4,364          | MBA      | 20. října 2003 | Kitt Peak        | Spacewatch                  |
| (115748)      | 2003 UO195 | 15,9      | 2,897          | 0,038          | 2,51           | 4,930          | MBA      | 20. října 2003 | Kitt Peak        | Spacewatch                  |
| (115749)      | 2003 UC197 | 15,1      | 3,080          | 0,337          | 6,76           | 5,405          | MBA      | 21. října 2003 | Kitt Peak        | Spacewatch                  |
| (115750)      | 2003 UU197 | 13,8      | 3,187          | 0,013          | 18,19          | 5,688          | MBA      | 21. října 2003 | Anderson Mesa    | LONEOS                      |

Poznámky: Prov. ozn. – první provizorní označení planetky; Abs. mag. – absolutní hvězdná velikost;
a – velká poloosa dráhy v astronomických jednotkách; e – excentricita dráhy;
i – sklon dráhy ve stupních; P – doba oběhu v rocích; – Typ obj. – klasifikace objektu do rodiny, kódy pro označení tříd:
MBA – planetka v hlavním pásu.
Data použita se svolením / Data used with permission
© IAU: Minor Planet Center.